# 小倉静三
小倉 静三（おぐら せいぞう、1898年-1987年）は、日本の洋画家。谷口午二主宰の金羊会の結成メンバー。

## 経歴
鹿児島県鹿児島市出身。鹿児島県立第二鹿児島中学校 (旧制)卒業。在学時期から大牟礼南島の指導を受けたと推定されている。

旧制中学卒業後は東京美術学校や川端画学校で学び、藤島武二、岡田三郎助らに師事したといわれているが定かではない。鹿児島に帰郷後は山下兼秀のすすめで、大嵩双山とともに谷口午二に師事し、金羊会を結成。
南國美術展の創設にも関わったとされる。その後、上京し、松坂屋宣伝部などに勤め、光風会展や日展に出品。また、示現会に所属。
優れた描写力を生かして戦争画も多く残した。